# Simulium tefulaense
Simulium tefulaense är en tvåvingeart som beskrevs av Takaoka 2003. Simulium tefulaense ingår i släktet Simulium och familjen knott. Inga underarter finns listade i Catalogue of Life.